# Carl Heinrich August von Lindenau

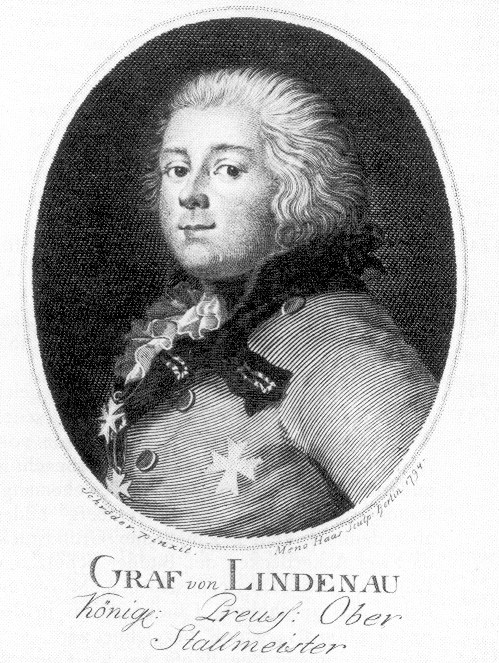
Carl Heinrich August Graf von Lindenau. Kupferstich von Meno Haas nach Johann Heinrich Schröder, 1794

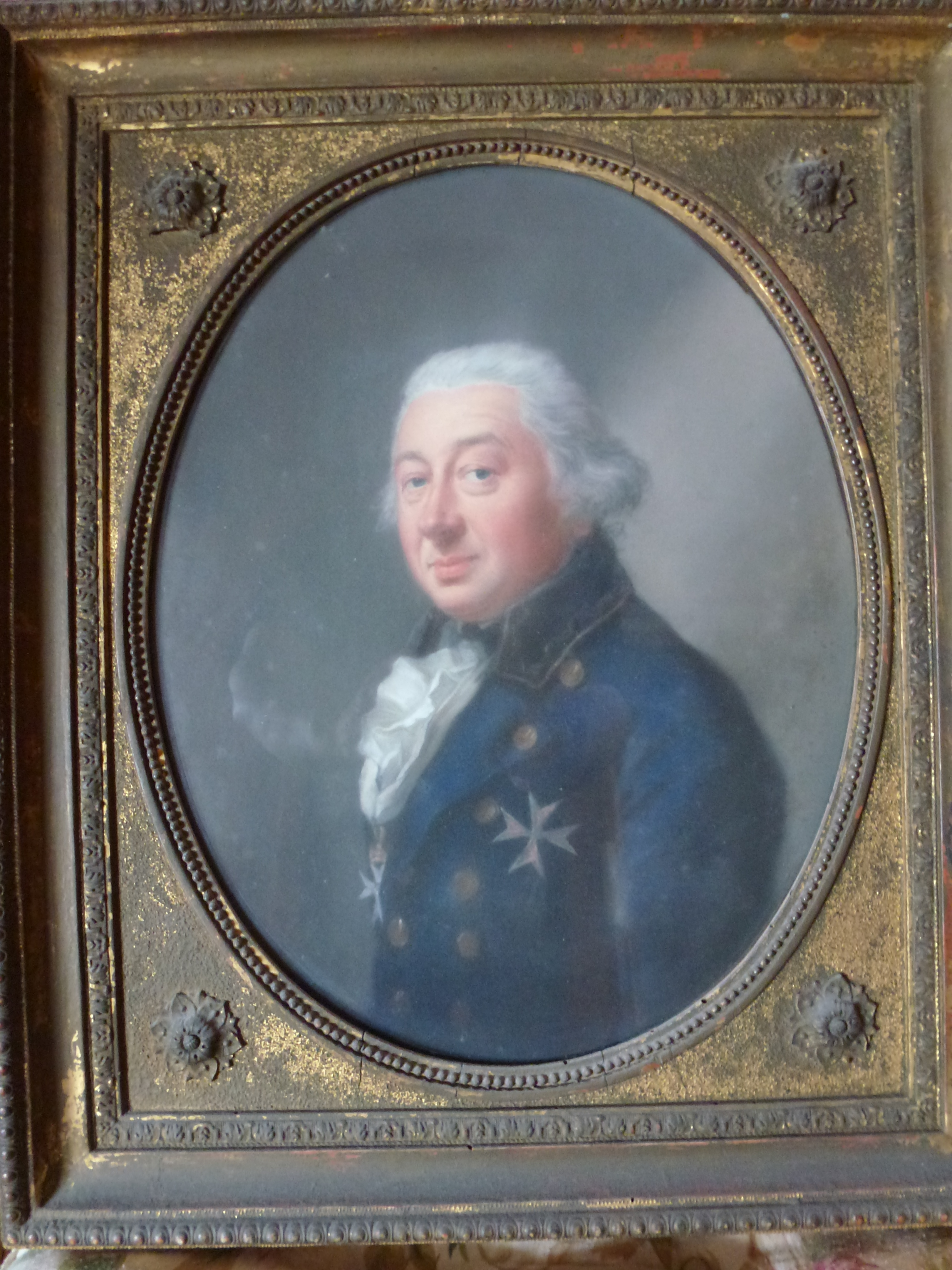
Carl Heinrich August Graf von Lindenau. Pastellbild, mutmaßlich von Anton Graff Schueler, Ende 18. Jahrhundert

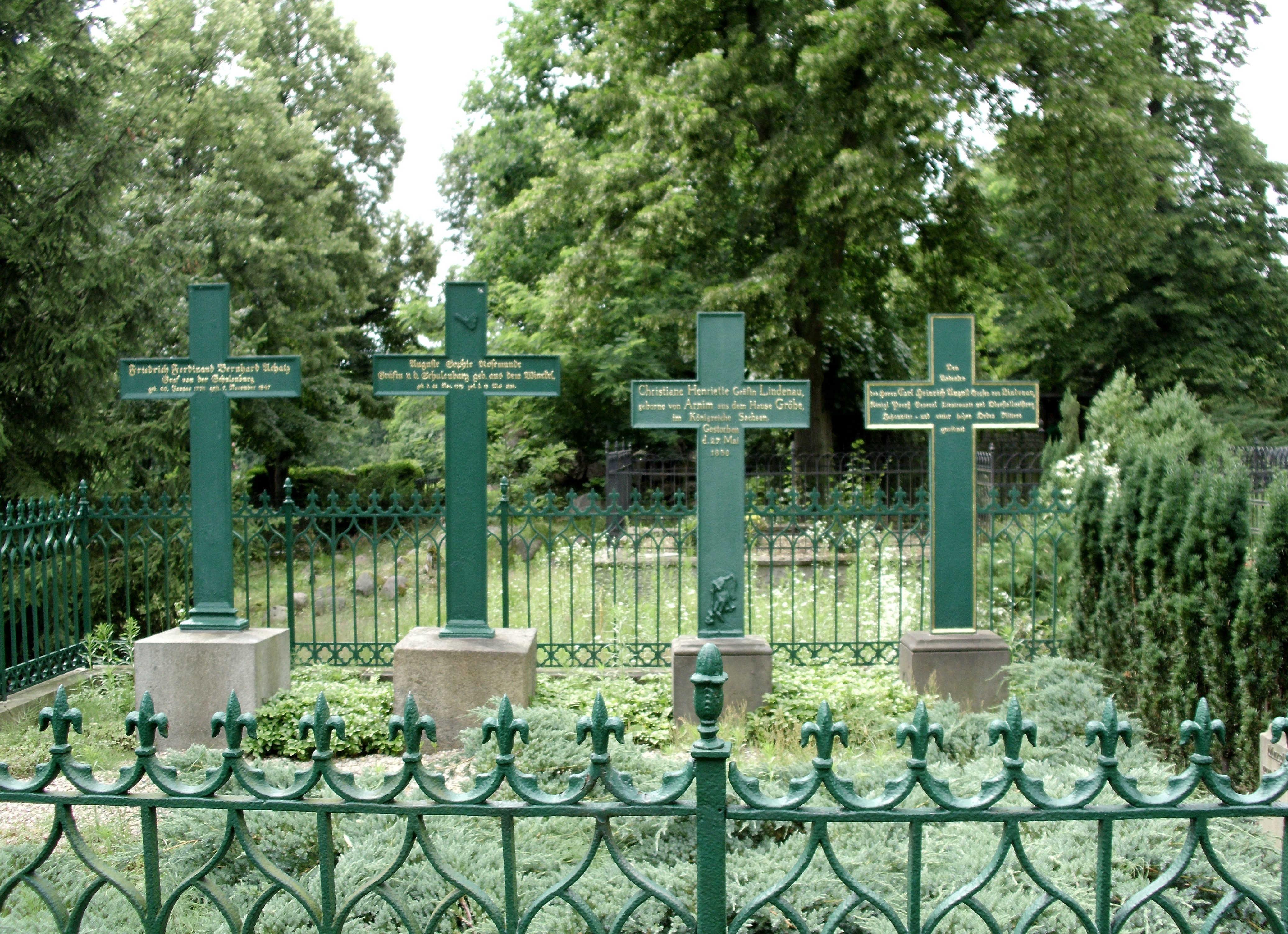
Grab in Lieberose (rechts, Foto 2012)

Carl Heinrich August von Lindenau, seit 1765 Graf von Lindenau, (* 21. Februar 1755 in Machern; † 11. August 1842 in Bahrensdorf bei Beeskow) war preußischer Generalleutnant und Reisestallmeister des Königs Friedrich Wilhelm II. von Preußen.
Sein Vater war der kurfürstlich-sächsische Geheime Rat und Oberstallmeister Heinrich Gottlieb Graf von Lindenau (1723–1789), der die Rittergüter Machern, Zeititz, Gotha und Kossen besaß. Die Mutter war Charlotte Auguste geb. von Seydewitz verw. von Kühlewein (1729–1764).
Am 2. Februar 1780 heiratete er in Annaburg Christiane Henriette von Arnim aus dem Haus Gröba (1762–1833). Aus dieser Ehe gingen keine Kinder hervor.

## Leben
Er verbrachte seine Jugend in Dresden und besuchte die Tierarzneischule. Er ging in den Staatsdienst wurde dort Kammerjunker und Offizier im Leibgrenadier-Regiment. Er war sehr an der Pferdezucht interessiert und reiste durch zahlreiche Länder. Dabei erwarb er sich bereits den Ruf eines guten Jagdreiters. Graf Lindenau trat 1786 in preußische Dienste und wurde am 20. Oktober des Jahres von Friedrich Wilhelm II. zum Leiter der gesamten Gestütsverwaltung ernannt. In diesem Amt hatte er die Aufsicht und Verantwortung über alle königlichen Gestüte, von denen in seiner Zeit einige neu errichtet wurden. Eines davon war das Friedrich-Wilhelm-Gestüt (heute Haupt- und Landgestüt Neustadt (Dosse)). Dass er die preußische Zucht drastisch modernisieren wollte, zeigte sich 1787. Bei einer Dienstreise nach Trakehnen rangierte er dort 70 % der Beschäler und 40 % der Mutterstuten aus. Auf ihn geht auch die Einteilung der Herden nach Farben sowie die Einführung des Trakehner Brandes zurück.
Während des Ersten Koalitionskrieges kämpfte er 1792 im Gefecht bei Toutoi und erhielt dort den Orden „Pour le Mérite“. 1793 wurde er Generaladjutant und nahm 1794 am Feldzug in Polen teil. Er schied 1796 als Oberst aus dem aktiven Militärdienst aus, blieb aber weiter Oberstallmeister. Nach der Niederlage von 1806 wurde er entlassen, war aber 1808 an der Reorganisation der Gestüte beteiligt und musste so sein eigenes Lebenswerk zerstören. Nach 1813 wurden die Gestüte wieder aufgebaut, aber ohne seine Beteiligung.
1802 verkaufte er das Stammgut Machern und erwarb das Gut Büssow in der Neumark. Während der Befreiungskriege von 1813 bis 1815 kehrte er in den Militärdienst zurück und war Generalmajor der Neumärkischen Landwehr. 1815 wurde er Inspekteur der Landwehr im Regierungsbezirk Frankfurt an der Oder und 1817 Generalleutnant. 1820 nahm er seinen Abschied und zog sich auf sein Gut Bahrendorf bei Beeskow zurück, wo er 1842 starb.
1788 veranlasste König Friedrich Wilhelm II. von Preußen den Beschluss zur Errichtung einer Tierarzneischule in Berlin. Mit der Vorbereitung beauftragte er Carl Graf von Lindenau. Dieser entsandte zwei junge Lizentiaten der Medizin und einen Apotheker zum Studium der Tierarzneiwissenschaft nach England, Wien, Alfort bei Paris und Leipzig, um für den späteren Unterricht in Berlin gerüstet zu sein. Im Auftrage des Königs und aus dessen „Dispositionskasse“ kaufte Carl Graf von Lindenau den Bertram’schen Garten und ließ auf dem Gelände alle erforderlichen Gebäude nach den Plänen von Baurat Carl Gotthard Langhans errichten. Es handelte sich um das Gelände, das heute von der Luisen-, Reinhardt-, Friedrich-, Hannoverschen und Invalidenstraße begrenzt wird, wobei das Anatomische Theater der Tierarzneischule, später als „Zootomie“ oder „Trichinentempel“ bekannt, heute noch erhalten ist. Die „Königliche Thierarzneischule“ zu Berlin wurde am 1. Juni 1790 eröffnet. Sie unterstand der Leitung und Aufsicht durch das Obermarstallamt. Damit war Carl Graf von Lindenau als damaliger Oberstallmeister zugleich der erste Generaldirektor der Schule.
Lindenau galt als der Schöpfer des Landschaftsgartens Machern. Er war, gegen den Widerstand seines Vaters, ein Freund Goethes.